# Дзане
Дзане́ (итал. Zanè) — коммуна в Италии, располагается в провинции Виченца области Венеция.
Население составляет 6494 человека (2008 г.), плотность населения составляет 873 чел./км². Занимает площадь 7 км². Почтовый индекс — 36010. Телефонный код — 0445.
Покровителем коммуны почитается святой Иосиф Обручник, празднование 19 марта.

## Демография
Динамика населения: